# Weston Turville
Weston Turville est un village et une paroisse du district d'Aylesbury Vale dans le Buckinghamshire, en Angleterre. Il est situé à environ 2,5 km au sud-est d'Aylesbury.
Le nom « weston » vient du vieil anglo-saxon et signifiait « propriété de l'ouest ». Le suffixe Turville semble avoir été ajouté plus tard au nom du village, qui était simplement Westone en 1086.